# Flamingo Road (sèrie de televisió)
Flamingo Road és una sèrie de televisió estatunidenca de 39 episodis emesa entre 1980 i 1982, inspirada en la pel·lícula homònima dirigida per Michael Curtiz en 1949. A Espanya fou emesa per La 2 de TVE el 13 de setembre de 1983.

## Argument
Truro és una petita localitat de Florida, no gaire lluny de Tallahassee. El Xèrif Titus Semple dirigeix la policia del comtat sota el regne de terror. La família Weldon és una dels més poderoses de la ciutat. Viuen en Flamingo Road. El pare, Claude Weldon, dirigeix una fàbrica de paper. La seva esposa, Eudora, maneja la família: el fill, Skipper, que vol convertir-se en periodista, i la filla, Constance, casada amb l'advocat i futur senador Fielding Carlyle, el millor amic del qual és l'empresari Sam Curtis. El periòdic local està dirigit per Elmo Tyson. Un dels pocs llocs d'esplai de la ciutat és una discoteca responsabilitat de Lute-Mae Sanders i en la qual canta la bella Lane Ballou. La sèrie narra les aventures amoroses i financeres d'aquest petit món, amb traïcions, punyalades per l'esquena, empipaments, odis i passions. El fràgil equilibri d'aquest microcosmos esclata amb l'arribada, en la segona temporada, del misteriós Michael Tyrone.

## Repartiment
- John Beck... Sam Curtis
- Woody Brown…Skipper Weldon
- Peter Donat... Elmo Tyson
- Howard Duff… Shérif Titus Semple
- Morgan Fairchild… Constance Weldon Semple Carlyle
- Mark Harmon… Fielding Carlyle
- Kevin McCarthy… Claude Weldon
- Cristina Raines... Lane Ballou
- Barbara Rush... Eudora Weldon
- Stella Stevens… Lute-Mae Sanders
- David Selby… Michael Tyrone
- Fernando Allende… Julio Sanchez
- Gina Gallego...Alicia Sanchez
- Cynthia Sikes... Sandy Swanson